# ۴۵۱ (پیش از میلاد)
۴۵۱ (پیش از میلاد) ۴۵۱مین سال قبل از تقویم میلادی است.